# Castillo de Grimaldo

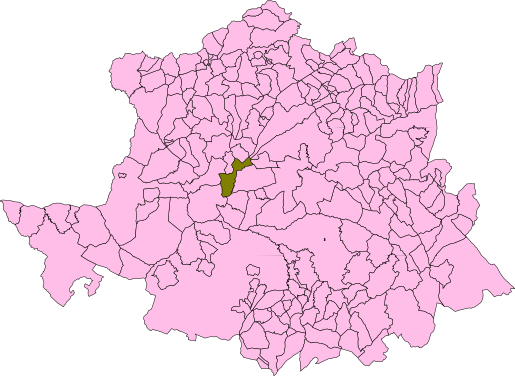
Situación del término municipal de Cañaveral en la provincia de Cáceres.

El castillo de Grimaldo o torre de Grimaldo, es una fortaleza del último tercio  del siglo XIII. Se encuentra en la localidad de Grimaldo, perteneciente al término municipal español de Cañaveral, provincia de Cáceres, Extremadura.

## Historia
Ciertos historiadores como Vela Nieto creen que los orígenes de este elemento defensivo se remonta a la  época musulmana si bien no se han encontrado documentos ni restos arqueológicos que lo prueben. La primera noticia existente acerca de este castillo se remonta al antiguo «Señorío de Grimaldo» cuando, en la segunda mitad del siglo XIII hay noticias documentadas de un tal «Pedro Sánchez de Grimaldo». A continuación pasó a manos de la familia Bermúdez de Trejo durante el parte del siglo XIV y el siglo XV. A finales del siglo XVI la titularidad fue de  Rodrigo Calderón de Aranda, I conde de la Oliva de Plasencia (1612) y I marqués de Siete Iglesias (1614) y valido o favorito del duque de Lerma.

## El castillo
De todo el elemento defensivo solo se conserva la torre del homenaje y una iglesia gótica aledaña a la torre, ambas finales del siglo XV. En esta pequeña iglesia están enterrados algunos miembros de la familia «Trejo», descendientes del fundador, Bermúdez de Trejo. La torre tiene un aljibe subterráneo y dos plantas de aquella época. Estas dos plantas están techadas mediante bóveda de cañón. Se le añadió en el siglo XX otra planta más así como una terraza.
La familia que levantó el castillo puso dos ejemplares del escudo de armas, ambos en la torre del homenaje; uno en la parte superior de la torre, en la esquina más visible, que da a la entrada al castillo. El otro está a la altura del techo de la planta baja, en un lateral del muro. Este escudo está sostenido por dos tenantes  que recuerdan a dos hombres salvajes así como una leyenda entre los pies de ambos.
Se sitúa junto a la A-66, próximo a Pedroso de Acim y Casas de Millán.